# Loenga bru

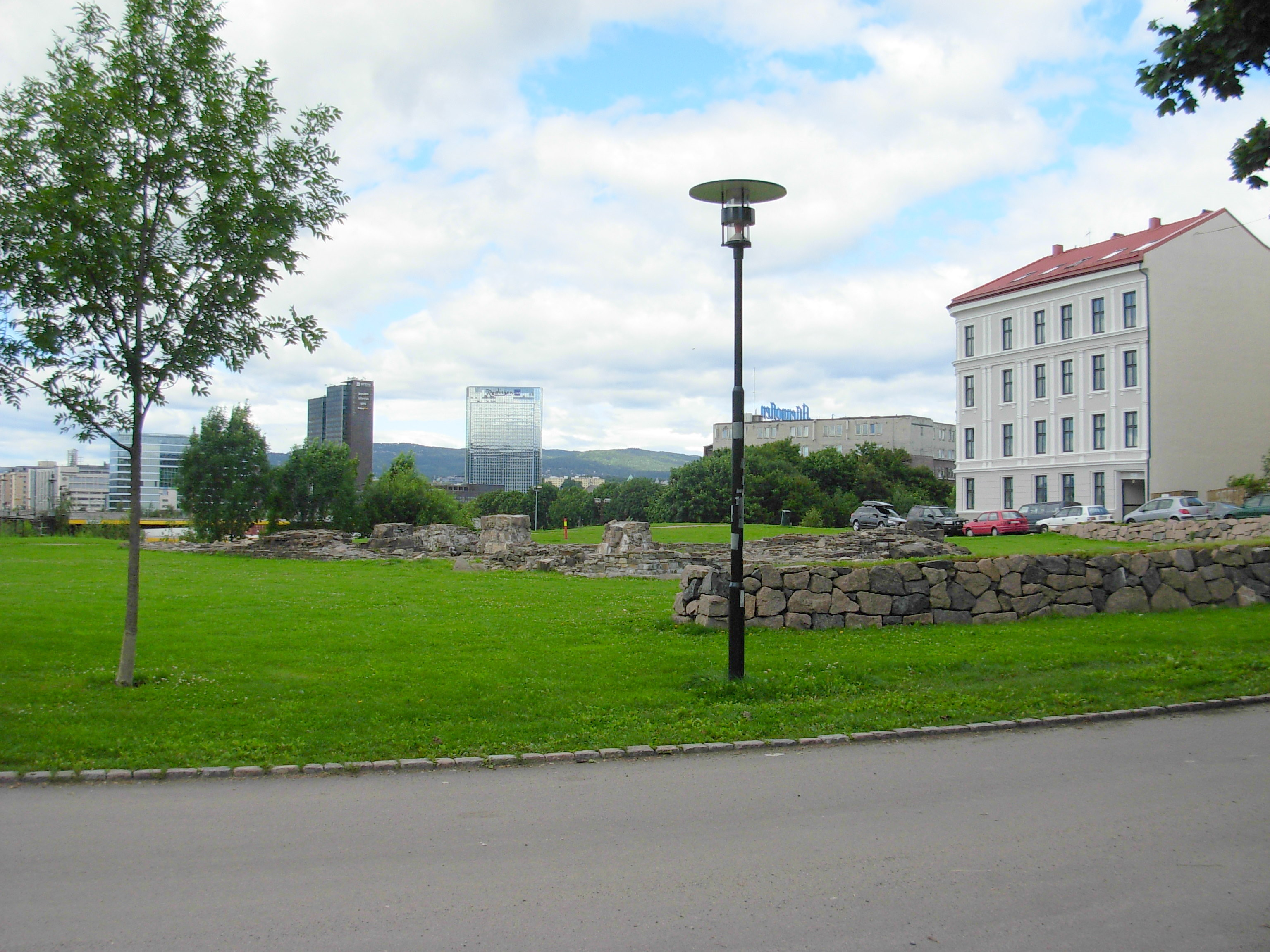
Loenga brus västra brotillfart gick på pelare tätt intill Saxegården (omedelbart till vänster utanför bilden) över ruinerna av Clemenskirken och svängde runt hörnet på flerbostadshuset på Kanslergate (till höger på bilden), upp mot Bispegate. Bilden tagen 2007 efter iordningställande av Middelalderparken.

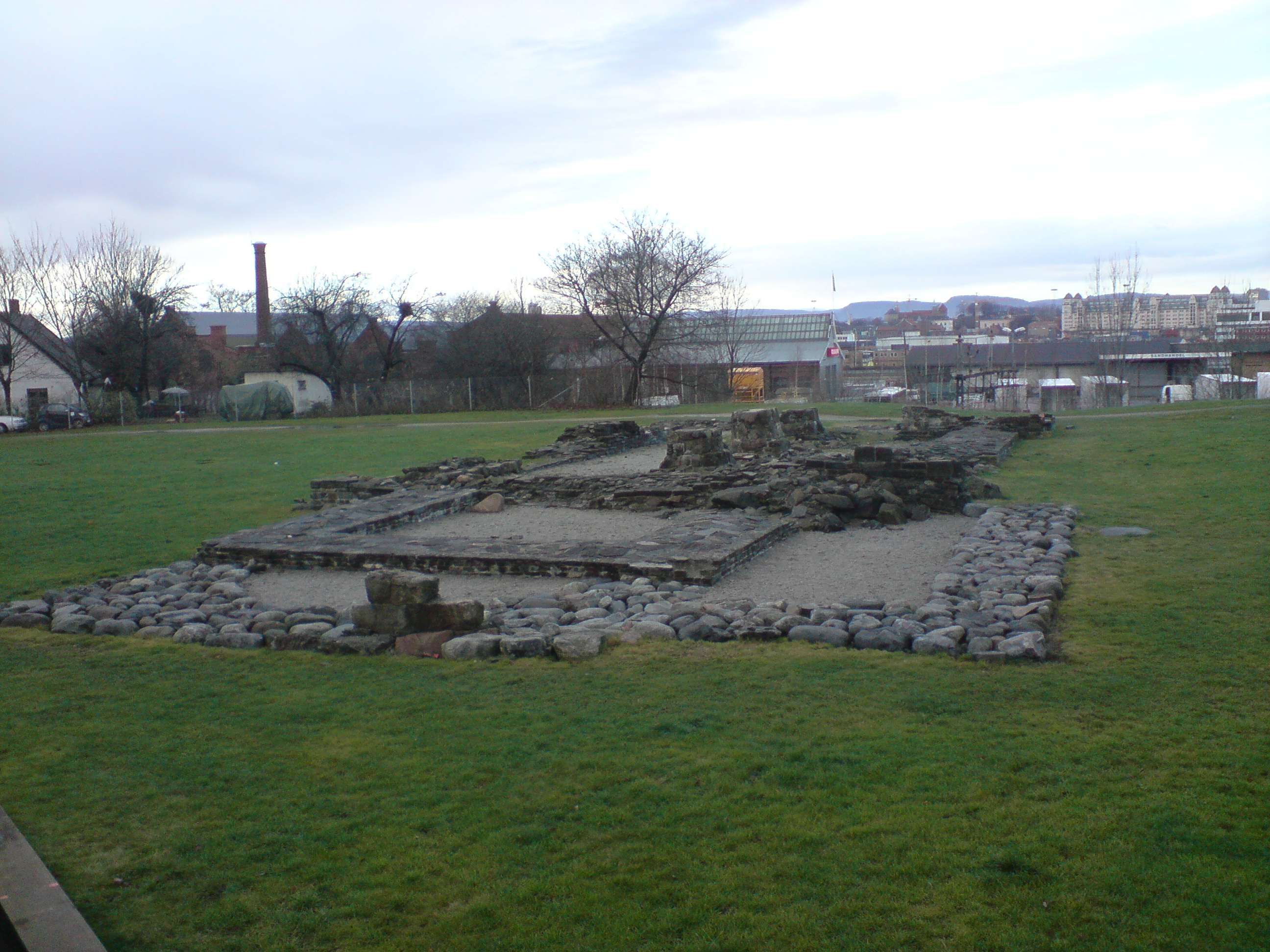
Ruinerna efter Clemenskyrkan, 2007

Loenga bru var en norsk motorledsbro för europaväg E18 över rangerbangården på stationsområdet vid Loenga stasjon på godsspåret Loenga–Alnabrulinjen i sydöstra Oslo.
Bron byggdes en liten bit söder om och parallellt med Geitabru. Bron öppnade för trafik 1963. Den var fyrfilig och ledde mellan Sørenga i väst och Ekebergsskråen i öst, som ledde trafiken mellan oslostadsdelen Grønland och den södergående landsvägen. 
Loenga bru revs i början av 1996, efter det att Ekebergstunneln öppnats för trafik. 
Där bron låg, finns idag en gångstig förbi ruinerna efter Clemenskirken och över järnvägsspåren vid Saxegården. 